# Дувран
Дувран (фр. Douvrend) насеље је и општина у северној Француској у региону Горња Нормандија, у департману Приморска Сена која припада префектури Дјеп.
По подацима из 2011. године у општини је живело 496 становника, а густина насељености је износила 27,62 становника/km². Општина се простире на површини од 17,96 km². Налази се на средњој надморској висини од 60 метара (максималној 186 m, а минималној 37 m).

## Демографија
| 1962. | 1968. | 1975. | 1982. | 1990. | 1999. | 2011. |
| ----- | ----- | ----- | ----- | ----- | ----- | ----- |
| 449   | 476   | 461   | 414   | 449   | 465   | 496   |

График промене броја становника у току последњих година